# Opala
Opala (rusky Опала) je název vulkanického komplexu nacházejícího se v jižní části Kamčatky, východně od masivu Bolšaja Ipelka, největší vulkanické struktury v této oblasti. Komplex sestává z masivní, 12 × 14 km široké kaldery a stratovulkánu, nacházejícího se na severním okraji kaldery. Kaldera má stáří 40 000 let, stáří stratovulkánu se odhaduje na pleistocén. Vrchol stratovulkánu je ukončen 2,5 km širokým kráterem ve kterém se nachází sopečný dóm. Poslední větší erupce se odehrála před 1500 lety, kdy došlo k vymrštění asi 10 km³ ryolitové tefry.